# Chevalierella dewildemanii
Chevalierella dewildemanii là một loài thực vật có hoa trong họ Hòa thảo. Loài này được (Vanderyst) Van der Veken ex Compère mô tả khoa học đầu tiên năm 1963.